# Полховский, Кирилл Юрьевич
Кирилл Юрьевич Полховский (бел. Кірыл Юр’евіч Палхоўскі; род. 9 января 2002, Пинск, Брестская область) — белорусский футболист, защитник пинской  «Волны».

## Карьера

### «Динамо-Брест»
Футболом начал заниматься в пинской СДЮШОР-3. Позже перебрался в солигорский «Шахтёр», где стал выступать на юношеском уровне. В 2018 году перешёл в брестское «Динамо». В начале 2019 года стал выступать за дублирующий состав брестского клуба. Также футболист стал подтягиваться к играм с основной командой. Дебютировал за клуб 29 июня 2019 года в матче против «Ислочи», выйдя на замену на 88 минуте. По итогу сезона стал чемпионом Высшей лиги.

### «Малорита»
В начале 2020 года футболист продолжил выступать за дублирующий состав динамовцев. В апреле 2020 года на правах свободного агента перешёл в клуб «Динамо-Брест-1960», вместе с которым выступал в Второй лиге. За сезон отличился 5 забитыми голами в 21 матче и по окончании которого покинул клуб в связи с срочной службой в армии. В начале 2022 года вернулся в клуб. Успел отличиться 5 забитыми голами и результативной передачей в 3 матчах, однако в июне 2022 года клуб снялся с чемпионата из-за финансовых трудностей.

### «Волна» Пинск
В июле 2022 года футболист перебрался в пинскую «Волну», заключив с клубом двухлетний контракт. Дебютировал за клуб 23 июля 2022 года в матче против «Сморгони», выйдя на замену на 68 минуте. Футболист вскоре быстро смог закрепиться в основно команде пинского клуба, став одним из ключевых игроков, выступая также в амплуа защитника.
Новый сезон за клуб начал 1 апреля 2023 года с матча против клуба «Жодино-Южное», выйдя на поле в стартовом составе и отыграв все 90 минут. В следующем матче 9 апреля 2023 года против «Нивы» футболист отличился своим дебютным забитым голом за клуб. На протяжении всего сезона футболист продолжил выступать в роли ключевого игрока клуба, за который успел отличиться 2 забитыми голами и результативной передачей. По итогу сезона вместе с клубом закончил чемпионат на восьмом месте.
В декабре 2023 года футболист подписал с клубом новый контракт.

## Международная карьера
В июле 2019 года футболист получил вызов в юношескую сборную Беларуси до 19 лет. Дебютировал за сборную 30 июля 2022 года в товарищеском матче против сборной Турции.

## Достижения
«Динамо-Брест»
- Чемпион Беларуси: 2019